# 国鉄ソ60形貨車
国鉄ソ60形貨車（こくてつソ60がたかしゃ）は、かつて日本国有鉄道（国鉄）に在籍した、レール積降用操重車（事業用貨車）である。

## 概要
本形式は、老朽化と能力不足が目立ってきたソ50形の代替として、1972年（昭和47年）から1975年（昭和50年）にかけて、日本車輌製造で14両（ソ60 - ソ73）が製造されたレール積降用操重車である。
一見、保線用モーターカー然としたスタイルで、台枠上に前位から機関室、運転室、旋回フレームが置かれる。機関室にはディーゼルエンジン（日野DK10A形、153PS/1800rpm）と液体式変速機、逆転機、交流発電機が収納されている。ディーゼルエンジンは、走行用、作業用いずれの状況でも動力源として使用されるが、走行時は液体式、作業時には電気式として制御が行われる。
クレーンのブームは水平に伸縮して左右に24.5°振ることができるのみである。扱い荷重は2.5tで、長さ25mの定尺レール3本を一度に取り扱うことができる。下回りは2軸ボギー台車（バーバー式と呼ばれるもので、国鉄形式は付与されていない）を2基装備し、後位側の台車はディーゼルエンジンからの動力を得る動台車となっており、30km/hで自走可能である。また機関車による牽引回送時の最高速度は、75km/hである。
使用時は、本形式2両を背中あわせにし、その間に長物車2両が挿入される。その際、貨車に制御回路の引き通しを設けることで、総括制御により走行や、クレーンによる荷役作業が可能である。

## 配置
1980年（昭和55年）時点の配置は次のとおりで、各地の大操車場に2両ずつ配置されて巡回使用されたが、1987年（昭和62年）の国鉄分割民営化までに全車が廃車された。なお、廃車になった車両の一部は、クレーンを撤去の上、車籍の無い工事用モーターカーに改造された。
- ソ60, ソ61 - 大宮操車場（東京北鉄道管理局）
- ソ62, ソ63 - 新鶴見操車場（東京南鉄道管理局）
- ソ64, ソ65 - 郡山駅（仙台鉄道管理局）
- ソ66, ソ67 - 稲沢駅（名古屋鉄道管理局）
- ソ68, ソ69 - 高崎操車場（高崎鉄道管理局）
- ソ70, ソ71 - 岡山操車場（岡山鉄道管理局）
- ソ72, ソ73 - 吹田操車場（大阪鉄道管理局）